# Rustem Dautov
Rustem Hazitovitx Dautov (Ufà, Baixkíria, 28 de novembre de 1965), és un jugador d'escacs alemany d'origen tàtar, que té el títol de Gran Mestre des de 1990.
A la llista d'Elo de la FIDE del novembre de 2020, hi tenia un Elo de 2595 punts, cosa que en feia el jugador número 13 (en actiu) d'Alemanya. El seu màxim Elo va ser de 2636 punts, a la llista de gener de 2002 (posició 54 al rànquing mundial).

## Resultats destacats en competició
El 1983 va guanyar el Campionat de l'URSS Sub-18 (superant Vladímir Iepixin, 2n, i Aleksei Dréiev, 3r), i el 1986 el Campionat de Belarús.
Va complir el servei militar en els 1980 al departament d'esports de l'exèrcit soviètic a l'Alemanya Democràtica. En aquest període, va participar en diversos torneigs a la RDA: el 1984, fou segon (rere Valeri Txékhov) a Berlín, i també va guanyar a Dresden 1986, Rostock, Halle i Dresden 1987, i a Minsk i Dresden el 1988.
El 1989 obtingué de la FIDE el títol de Mestre Internacional. El 1990, després de guanyar a Münster, obtingué el títol de GM. L'any següent, va guanyar els torneigs de Porz i Bad Lauterberg.
El 1992, en Dautov es va establir a Seeheim-Jugenheim, i des de 1996 representa Alemanya internacionalment.
El 1996, va guanyar (conjuntament amb Artur Iussúpov) el Campionat d'Alemanya internacional, i posteriorment, fou segon en l'edició de 1999, rere Robert Hübner. A finals dels 1990 va guanyar els torneigs de Bad Homburg (1997), Seefeld (1997), Essen (1r Torneig Julian Borowski, 1999) (empatat amb Vadim Zviàguintsev, Emil Sutovsky i Larry Christiansen), i Deizisau 2002 (empatat entre d'altres amb Vladímir Iepixin i Levon Aronian).
Va participar en el Campionat del món de la FIDE de 2002 i en el Campionat del món de la FIDE de 2004, tot i que hi fou eliminat a les rondes segona i primera respectivament.

### Altres activitats
En Dautov ha esdevingut també jugador professional de poker en anys recents. Juga regularment a la Bundesliga d'escacs per l'equip OSC Baden-Baden i la Lliga Nacional Suïssa A pel Lucerna. Ha escrit nombrosos articles per New in Chess i és l'autor d'un DVD per Chessbase titulat Queen's gambit with 5.Bf4 (gambit de dama amb 5.Af4).

### Participació en competicions per equips
Entre 1996 i 2004, ha participat, representant Alemanya, en cinc Olimpíades d'escacs. El seu major èxit l'obtingué el 2000 a l'Olimpíada d'escacs de 2000 a Istanbul, on Alemanya obtingué la medalla d'argent (l'or fou per a Rússia). En Dautov també hi va obtenir dues medalles de bronze, una per la seva performance de 2788 i una altra per la seva puntuació de 8.5/11 al tercer tauler.